# Literatura Foiro
Literatura Foiro fontos eszperantó nyelvű kulturális folyóirat, az eszperantó irodalom történetének leghosszabb ideig folyamamatosan megjelenő kiadványa. A magazin elsősorban az irodalomra, de a zenére, a színházra, a mozira, a szociológiára, a nyelvészetre, a kultúrpolitikára is összpontosít.

## Története
A folyóiratot 1970-ben alapította a milánói La Patrolo irodalmi kör. Azóta rendszeresen, kéthavonta jelenik meg (1987-ben még gyakrabban is), és 2019 áprilisában elérte a 298. kiadást (50. évfolyam).
A Literatura Foiro már régóta az eszperantó orgánum legfolyamatosabb és valójában a legbefolyásosabb kulturális magazinja - és egyben a leghosszabb ideig megjelenő folyóirat, mivel egyik eszperantó irodalmi vagy kulturális folyóirat sem haladta meg folyamatosan a harminc éves ciklust. 
1980 óta a folyóirat az LF-koop kiadóhoz tartozik.
Az Esperanto PEN Centro szerveként 1991 óta számos írót és publicistát tömörít. Ugyanakkor a Raumismo véleménymozgalom központjává vált, amely az Esperanta Civito-val való egyezményhez vezetett.

## Fordítás
- Ez a szócikk részben vagy egészben  a   Literatura Foiro című eszperantó Wikipédia-szócikk ezen változatának fordításán alapul.  Az eredeti cikk szerkesztőit annak laptörténete sorolja fel. Ez a jelzés csupán a megfogalmazás eredetét és a szerzői jogokat jelzi, nem szolgál a cikkben szereplő információk forrásmegjelöléseként.